# Teluk Sialang
Teluk Sialang is een bestuurslaag in het regentschap Tanjung Jabung Barat van de provincie Jambi, Indonesië. Teluk Sialang telt 2874 inwoners (volkstelling 2010).